# Sinularia arctium
Sinularia arctium is een zachte koraalsoort uit de familie Alcyoniidae. De koraalsoort komt uit het geslacht Sinularia. Sinularia arctium werd in 2009 voor het eerst wetenschappelijk beschreven door Dautova & Savinkin. 